# Wolf Wegener

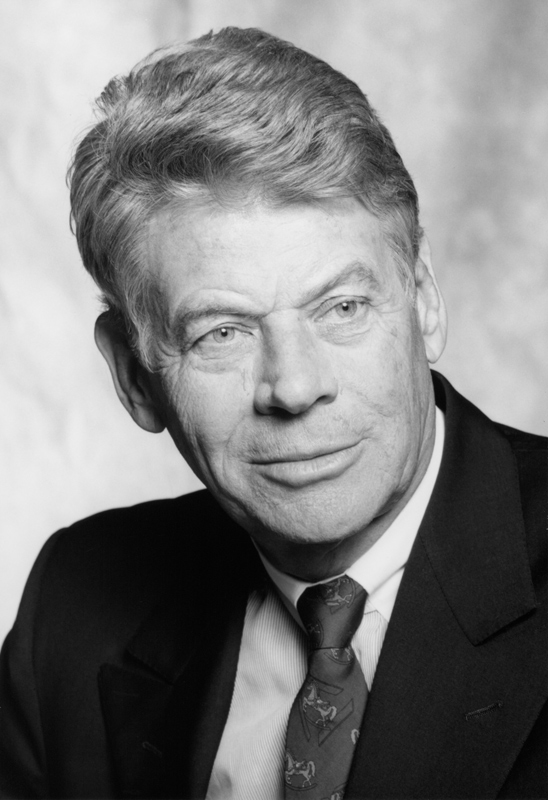
Wolf Wegener (2013)

Wolf Dietrich Fritz Wegener (* 20. März 1933 in Berlin) ist ein deutscher Jurist und Unternehmer.

## Leben
Nach dem Abitur 1951 am Arndt-Gymnasium Dahlem studierte Wegener Rechtswissenschaften in Berlin, in Freiburg im Breisgau, Genf, Kiel und Paris. 1957 promovierte Wegener an der Universität Kiel.
1960 eröffnete Wegener seine erste Kanzlei in Berlin. Nach dem Fall der Mauer begründete er eine erste Partnersozietät auch im Ostteil der Stadt, Schwerpunkte waren Wirtschaftsfragen, Versicherungs- und Verkehrsrecht. Bis zum Erreichen der Altersgrenze 2003 war Wegener über mehrere Jahrzehnte Notar in Berlin.
Von 1992 bis 2001 war Wegener Namenspartner der globalen Rechtsanwalts-Sozietät „Beiten Burkhardt Mittl & Wegener“. Seit 2001 ist er Geschäftsführender Gesellschafter der Anwaltskanzlei Wolf Wegener Rechtsanwaltsgesellschaft mbH.
Von 1996 bis 2008 war Wegener Honorarkonsul des Fürstentums Monaco.
Wegener ist verheiratet und hat eine Tochter.

## Ehrenämter
1978 bis 2008 war Wegener Vorstandsvorsitzender des ADAC Berlin, seit der Wiedervereinigung des ADAC Berlin-Brandenburg. In seiner Vorstandszeit wurde die Luftrettung mit dem Hubschrauber Christoph 31 (1987) und der ADAC-Pannendienst auf den Transitstrecken (1988) eingeführt.
Von 1987 bis 2004 war er daneben auch Generalsyndikus des ADAC Deutschland und leitete in dieser Funktion unter anderem auch die Organisation der über 650 ADAC-Vertragsanwälte.
Über jeweils zwei Jahrzehnte war Wolf Wegener Mitglied des Konzernbeirates der Volkswagen AG und des Beirates der Deutschen Bank AG; ehem. Mitglied des ADAC-Verwaltungsrats und von Aufsichtsräten auch von ADAC-Tochtergesellschaften (Holding) und Stellvertretender Vorsitzender der Aufsichtsräte der ADAC Rechtsschutzversicherungs-AG und der ADAC Verlags-GmbH.
Von 1988 bis 2005 war Wegener Mitglied des Vorstandes der Deutschen Akademie für Verkehrswissenschaft und einige Zeit Mitglied des Beirates der Rechtszeitschrift DAR. Er war maßgeblicher Initiator der Aktion „Rettet die Alleen“, aus welcher die „Deutsche Alleenstraße“ hervorging. Mitglied des Senats des ADAC-Gesamtclub ist er seit dem Jahr 2008.

## Auszeichnungen
- 1986: Verdienstkreuz 1. Klasse des Verdienstordens der Bundesrepublik Deutschland
- 1991: Großes Verdienstkreuz des Verdienstordens der Bundesrepublik Deutschland[1]
- Verdienstorden des Landes Berlin
- 2005 Verdienstorden des Landes Brandenburg
- Großes Ehrenzeichen für Verdienste um die Republik Österreich
- L’Ordre des Grimaldis – Fürstentum Monaco
- Goslar-Medaille der Deutschen Akademie für Verkehrswissenschaft
- Ehrenzeichen des Deutschen Roten Kreuzes
- 2004: 14. Ehrenmitglied des ADAC Deutschland[1]
- 2004: Ehrenmitglied des Verein Berliner Kaufleute und Industrieller (VBKI)
- 2008: Ehrenmitglied und Ehrenvorsitzender des ADAC Berlin-Brandenburg e. V.

## Schriften
- Urlaubsgeld und Urlaubsabgeltung, Dissertation Universität Kiel, 1957.
- Die Gelben Engel und der Club für Millionen Ullstein, Berlin 1988, ISBN 3-548-34495-X.
- 100 Jahre ADAC Berlin-Brandenburg – Ein Jahrhundert im Dienst der Mobilität, Monika R. Schüler, ADAC Berlin-Brandenburg, 2002.
- Deutschland schafft das Auto ab, Rosenheimer Verlag, Rosenheim 2012, ISBN 978-3-475-54121-6.
- Der alte Mann und der Verkehr, Holger Karkheck, AUTOBILD, 22. November 2018.
- Dr. Wolf Wegener, www.buero-fuer-zeitgeschichte.de, 2018 (Hörbuch).

Wegener war Verfasser weiterer zahlreicher rechtswissenschaftlicher Publikationen.